# Королівство (південнокорейський серіал)
«Королівство» (кор.: 킹덤) — південнокорейський телесеріал в жанрі жахів та драми. Перший сезон серіалу вийшов на стрімінговій платформі Netflix у 2019 році. У 2020 році вийшов другий сезон, а у 2021 — повнометражний фільм «Королівство: Ашін з Півночі».

## Сюжет
Історія серіалу відбувається у державі Чосон через три роки після закінчення японсько-корейської війни. Перший сезон «Королівства» розповідає про історію спадкоємного принца Лі Чанга та його підлеглих, які натрапляють на загадкову чуму, що воскрешає мертвих. Все це відбувається під час розслідування політичної змови та чуток про смерть короля Чосона. Серед хаосу та смерті, Чанг зустрічає союзників, які намагаються встояти в місті-державі Санджу, перш ніж чума пошириться далі в провінцію, лише щоб виявити, що хвороба вже адаптувалася. Другий сезон розгортається під час боротьби Лі Чанга щоб врятувати свій народ від поширення чуми, а свою династію — від підступів могутнього клану Хевон Чо, який приховує зловісну таємницю.

### Королівство: Ашін з Півночі
«Королівство: Ашін з Півночі» показує передісторію Ашин, таємничу дівчину з села північного племені Сонджояйн, і походження рослини живоцвіту, яка спровокувала безпрецедентний каскад трагічних подій, що прокотилися через Королівство Чосон.

## Виробництво
Спочатку передбачалося, що серіал матиме лише вісім епізодів, проте вже після виходу шостої серії було ухвалено рішення про продовження серіалу. Зйомки кожного епізоду коштували приблизно два мільярди вон.

## Оцінки та відгуки
На сайті Rotten Tomatoes перший сезон отримав рейтинг 94%, а другий — 100%. На Metacritic серіал отримав 62 бали із 100 на основі пяти рецензій від кінокритиків, що свідчить про «загалом позитивні рецензії».